# Манько Тамара Антонівна
Тамара Антонівна Манько (*16 липня 1943) — український учений у галузі матеріалознавства. Доктор технічних наук, професор. Академік АН ВШ України з 2006 р.

## Біографія
Народилася в м. Первоуральськ Свердловської обл. (Росія) в сім'ї службовців. Закінчила Дніпропетровський металургійний інститут (1966). Працювала інженером кафедри металознавства в інституті. З 1971- аспірантка Дніпропетровського науково-дослідного трубного інституту. Дисертацію на здобуття наукового ступеню кандидата технічних наук захистила в 1974 р. З 1975 р. — доцент, а з 2000 р. — професор кафедри технології виробництва фізико-технічного факультету Дніпропетровського Національного університету. Вчене звання доцента присвоєно в 1976 р. Дисертацію на здобуття наукового ступеню доктора технічних наук захистила в 1999 р., вчене звання професора присвоєно в 2000 р.

## Наукова діяльність
Фахівець з проблем спеціального матеріалознавства та технології формоутворення виробів із полімерних композиційних матеріалів. Учасник всеукраїнських та міжнародних наукових форумів «Композити в сучасній інженерії та інфраструктурі». Керівник наукової школи з проблем технології виготовлення виробів ракетно-космічної техніки з композитів та впливу фізичних полів на процеси їхнього формоутворення.
Автор понад 200 наукових праць та 20 винаходів. Надруковано 3 підручники з грифом Міносвіти України: «Полімерні композиційні матеріали в РКТ», «Спеціальне матеріалознавство», «Металознавство та пластична обробка металів», 3 навчальних посібники: «Прикладне матеріалознавство та технологія конструкційних матеріалів», «Технологія виготовлення електричних і електронних елементів та пристроїв», «Сучасне матеріалознавство», понад 10 навчально-методичних посібників. Підготувала 6 кандидатів технічних наук.
Член спеціалізованої вченої ради із захисту кандидатських та докторських дисертацій. Почесні звання «Винахідник СРСР» та «Відмінник освіти України».